# Шпаер, Александр Александрович
Алекса́ндр Алекса́ндрович Шпа́ер (род. 1 августа 1989) — российский легкоатлет, специалист по бегу на короткие дистанции. Выступал на профессиональном уровне в 2008—2015 годах, чемпион России в беге на 60 метров, победитель и призёр первенств всероссийского значения, участник чемпионата Европы в помещении в Париже. Представлял Москву и Волгоградскую область. Мастер спорта России международного класса.

## Биография
Александр Шпаер родился 1 августа 1989 года. Занимался лёгкой атлетикой под руководством тренеров В. Н. Фомичёва, Л. В. Федоривой. Окончил Волгоградскую государственную академию физической культуры (2014).
Впервые заявил о себе в сезоне 2008 года, когда на чемпионате России среди юниоров в Чебоксарах стал серебряным призёром в беге на 100 метров и одержал победу в беге на 200 метров. Попав в состав российской сборной, выступил на юниорском мировом первенстве в Быдгоще.
В 2010 году в беге на 60 метров победил на международном турнире «Русская зима» в Москве. В 100-метровой дисциплине был лучшим на молодёжном всероссийском первенстве в Чебоксарах. С командой Волгоградской области выиграл бронзовую медаль в эстафете 400 + 300 + 200 + 100 метров на чемпионате России по эстафетному бегу в Сочи.
В 2011 году на зимнем чемпионате России в Москве превзошёл всех соперников в беге на 60 метров и завоевал золотую награду. Принимал участие в чемпионате Европы в помещении в Париже, где в той же дисциплине дошёл до стадии полуфиналов.
В 2012 году получил серебро на Кубке губернатора в Волгограде и на международном турнире в Тарту, выиграл чемпионат Москвы, финишировал шестым на чемпионате России в Чебоксарах.
В 2013 году в дисциплине 60 метров был лучшим на Рождественском кубке в Москве, стал вторым на чемпионате Москвы в помещении, шестым на «Русской зиме», третьим на зимнем чемпионате России в Москве. В дисциплине 100 метров среди прочего выиграл серебряную медаль на Мемориале Куца в Москве, занял седьмое место на летнем чемпионате России в Москве.
На чемпионате России 2014 года в Казани с московской командой завоевал бронзовую награду в программе эстафеты 4 × 100 метров.
Завершил спортивную карьеру по окончании сезона 2015 года.
За выдающиеся спортивные достижения удостоен почётного звания «Мастер спорта России международного класса» (2011).
Впоследствии работал тренером по лёгкой атлетике.
Жена Александра Федорива-Шпаер — титулованная бегунья, призёрка чемпионатов мира и Европы. Дочь Варвара (род. 2013).